# Homoroade
Homoroade là một xã thuộc hạt Satu Mare, România. Dân số thời điểm năm 2002 là 2069 người.